# Marie-Adélaïde Barthélemy-Hadot
Pour les articles homonymes, voir Barthélemy et Hadot.
Marie-Adélaïde Richard, connue sous le nom de « Barthélemy-Hadot », née le 15 juin 1763 à Troyes et morte le 19 février 1821 à Paris, est une romancière et dramaturge française.

## Biographie
Marie-Adélaïde Richard est née le 15 juin 1763 à Troyes. Elle est la fille du vicaire de chœur en l’église collégiale de Saint-Étienne, André Richard, et de son épouse, Marie-Thérèse Coutry. Marie-Adélaïde Richard épousa, le 11 janvier 1785, un maître d’école nommé Barthélémy Hadot, qui tenait une classe d’enfants et en même temps une petite épicerie, suppléé par sa femme dans l’une et l’autre fonction. Hadot était partisan de la Révolution, il devint officier municipal, puis membre du comité révolutionnaire.
Bien qu’il ait fait preuve dans l’exercice de ces emplois d’une certaine modération, son école se trouva tout à fait abandonnée après la chute de Robespierre, et le couple d'instituteurs se vit obligé de se réfugier à Paris où, bientôt devenue veuve, elle n’eut d’autres ressources pour vivre que les travaux littéraires auxquels elle se livra sans réserve, tout en tenant un petit pensionnat qui eut peu de succès.
Barthélemy-Hadot fut une des écrivaines les plus fécondes dans son genre. Elle trouva le temps de composer, de 1804 jusqu’à sa mort, un grand nombre de mélodrames pour les théâtres du boulevard et, dans le même temps, beaucoup de romans. Elle a en tout composé plus de cent volumes, sans compter ceux qu’elle laissa en manuscrit, de drames et de romans dont la plupart n’étaient pas destinés à l’éducation. Quelques-unes de ses pièces qui ont été jouées sont restées inédites. D’autres n’ont été ni représentées ni imprimées.
Une fille, Adelaïde, née à Troyes le 23 juillet 1793, qui a épousé M. Letac, a suivi la même carrière littéraire et écrit plusieurs romans que quelques biographes ont attribués par erreur à sa mère.

## Principales publications

### Théâtre
- Zadig, ou la Destinée, mélodrame héroïque en 5 actes tiré du roman de Voltaire, Paris, Fages, 1804, in-8°.
- Jean Sobieski, ou la Lettre, mélodrame, Paris, Maldan, 1800, in-8°.
- Jules, ou le Toit paternel, mélodrame, Paris, Maldan, 1806.
- L’Homme mystérieux, mélodrame en 5 actes, Paris, Maldan, 1806, in-8°.
- Cosme de Médicis, mélodrame en 3 actes (avec René Perin), Paris, Fages, 1809.
- L’Honneur et l’Échafaud, Paris, Barba, 1816.
- Les Deux Valladomir, mélodrame en 3 actes (avec Victor Ducange), Paris, Fages, 1816, in-8°.
- Charles Martel (avec Hubert), mélodrame joué le 11 février 1814 au théâtre de la Gaité, mais non imprimé.

### Romans
- Marie-Adélaïde Barthélemy-Hadot, Anne de Russie et Catherine d'Autriche, ou les Chevaliers de l'Ordre teutonique et la mère Écuyer, vol. 1, Pigoreau (Paris), 1813 (lire en ligne), Vol. 2 (lire en ligne), Vol. 3 (lire en ligne).
- Clotilde de Hapsbourg, ou le Tribunal de Neustadt, Paris, Pigoreau, 1810. 5e édit., 1825, 4 vol. in-12.
- Les Héritiers du duc de Bouillon, ou les Français à Alger, Paris, Pigoreau, 1816, 4 vol. in-12. 2e édit., 1825.
- Jacques Ier, roi d’Écosse, ou les Prisonniers de la tour de Londres, Paris, Pigoreau, 1814, 4 vol. in-12. 2e édit., 1819.
- Les Mines de Mazara, ou les Trois sœurs, Paris, Pigoreau, 1812, 4 vol. in-12. 2e édit., 1812.
- Ernest de Vendôme, ou le Prisonnier de Vincennes, Paris, Pigoreau, 1818, 4 vol. in-12.
- La Tour du Louvre, ou le Héros de Bouvines, Paris, Pigoreau, 1815, 4 vol. in-12. 2e édit., 1819.
- Isabelle de Pologne, ou la Famille fugitive, Paris, Pigoreau, 1817.
- Pierre le Grandet les Strélitz, ou la Forteresse de la Moscowa, Paris, Lecointe et Durey, 1820, 5 vol. in-12.
- Mademoiselle de Montdidier, ou la Cour de Louis XI, Paris, A. Marc, 1821, 4 vol. in-12 (ouvrage posthume).
- Les Vénitiens, ou le Capitaine français, Paris, Lecointe et Durey, 1825, 4 vol. in-12, 2e édit. La première est de 1817.

### Morale
- Loisirs d’une bonne mère, ou le Décaméron de l’adolescence, Paris, Déterville et Delaunay, 1811, 2 vol. in-12.
- Les Soirées de famille, Paris, 1815, 5 vol. in-12.

## Sources
- Louis-Gabriel Michaud, Biographie universelle ancienne et moderne, Paris, Desplaces, 1857, p. 321-22.
- Jacques-Alphonse Mahul, Annuaire nécrologique, ou Supplément annuel et continuation de toutes les biographies ou dictionnaires historiques, 2e année, 1821, Paris : Ponthieu, 1822, p. 207-209